# VII Dwór

Lage des Stadtbezirks VII Dwór in Danzig

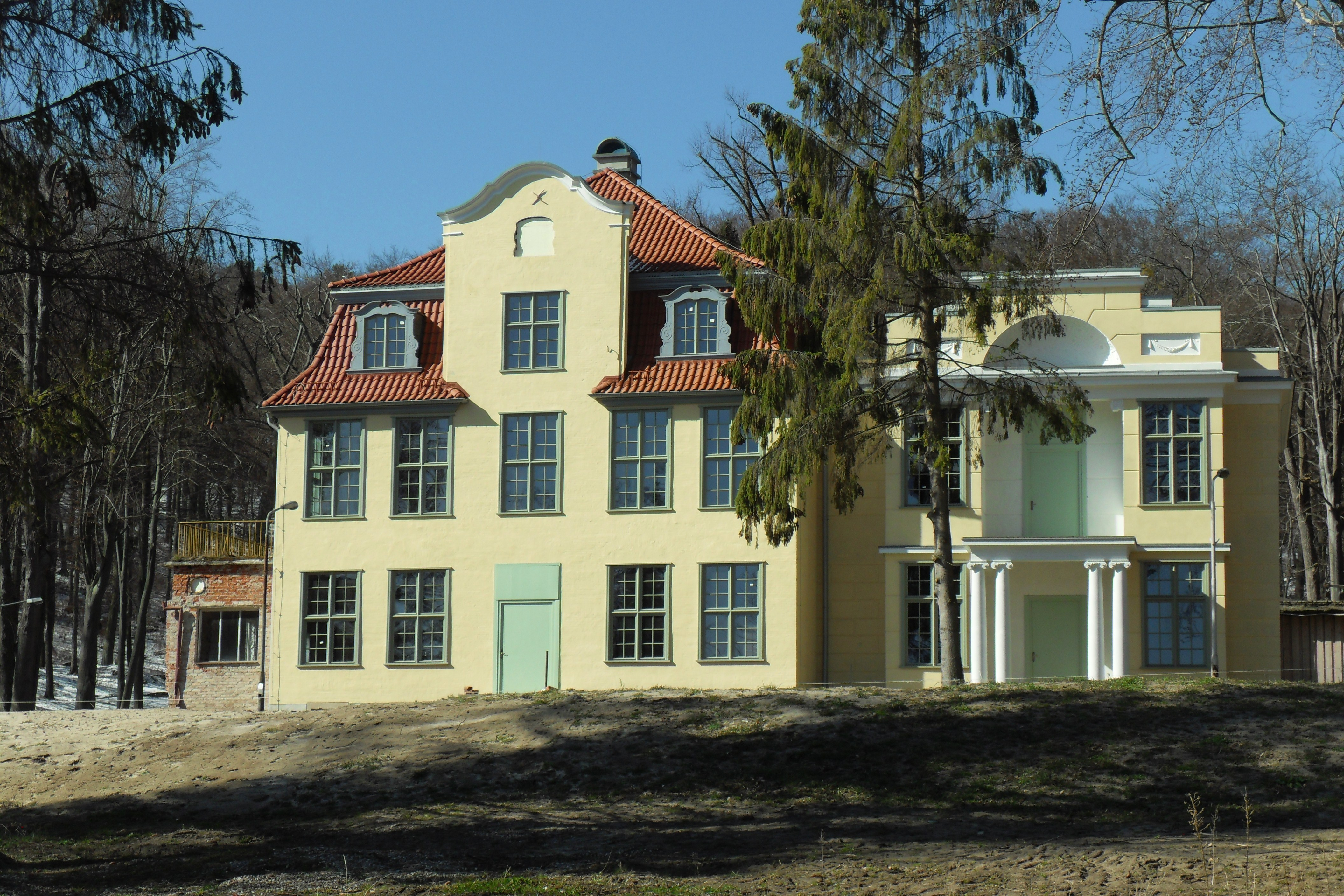
V Dwór, Herrenhaus des 5. Hofs

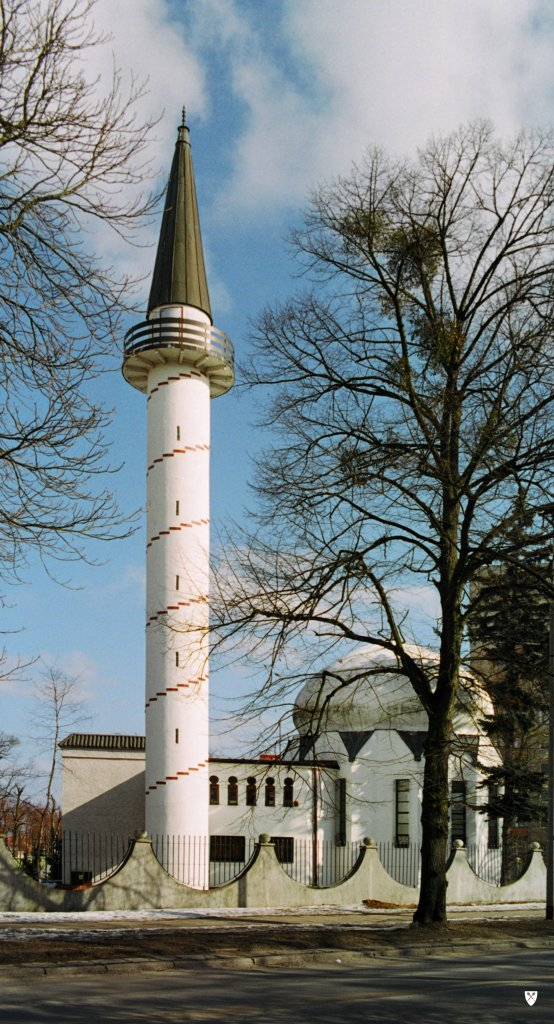
Danziger Moschee

VII Dwór (gesprochen Siódmy Dwór, deutsch Pelonker 7. Hof) ist ein Stadtbezirk von Gdańsk (Danzig) in Polen, dieser umfasst eine Fläche von 3 km² und zählt 3820 Einwohner mit einer Bevölkerungsdichte von 1268 Einwohnern/km². Das Gebiet kam 1902 administrativ zur Stadt Danzig.

## Geschichte

### VII. Pelonker Hof
Der siebente Pelonker Hof war eines von mehreren Gütern in Pelonken, die das Kloster Oliva seit dem 17. Jahrhundert an vermögende Danziger Bürger abgab. Der erste Besitzer war Heinrich Eppstein 1632. Im 18. Jahrhundert wurde er auch Clemenshof (nach dem Besitzer Isaak Clement) genannt.
Das Gebiet kam später zu Hochstrieß und wurde mit diesem 1902 nach Danzig eingemeindet. 1905 sind 26 Bewohner verzeichnet. Seit 1914 fuhr eine Straßenbahn an der Pelonker Straße entlang von Langfuhr nach Danzig. 1920 ging das Gebiet des VI. und VII. Hofs: an die Gemeinde Oliva über.
Ab 1941 befand sich in der Nähe das Stalag XX B/Z Danzig-Oliva für belgische und französische, später für sowjetische Kriegsgefangene.

### Stadtteil von Danzig
1945 wurde das Herrenhaus des 7. Hofs von Soldaten der Roten Armee niedergebrannt. Der 6. Hof blieb erhalten. 
Von 1959 bis 1967 entstand auf dem Gebiet des sechsten und siebenten Pelonker Hofs der neue Stadtteil Osiedla Młodych mit 26 Neubaublocks für etwa 3.600 Einwohner. Dieser wurde später in VII dwór umbenannt.

### Besitzer des VII. Hofs
- Heinrich Eppstein, 1632, Kaufmann aus Danzig[2][3]

- Johann Remersohn, 1653
- Johann Tewesen, 1655
- Johann Thomason, 1656, Kaufmann
- Johann von Want(a), 1690, Kaufmann, mit Sohn Karl, dann
- Katharina von Want(a), Tochter von Karl, mit Ehemann Vinzenz Wnimiers
- Isaac Clement, 1700, durch Heirat
- David Schüller (Schiller), 1716, sächsisch-polnischer Resident in Danzig, für 4000 Florenen
- Peter von Wast, 1742, sächsisch-polnischer Resident in Danzig, von seiner Frau Elisabeth Walter, einer Enkelin von David Schüller
- Anna Elisabeth Rosine Torche de la Serre, Enkelin von Peter von Wast,  Ehefrau von Georg Wilhelm von der Goltz, Starost von Tolkmitten, dann an
- Johann Gabriel Schmidt , 1760, Stadtrat in Danzig und Ehefrau Eleonore Concordia Zernecke (Tochter von Bürgermeister Heinrich Zernecke) für 20.000 Taler
- Nachkommen Schmidt, dann an
- Daniel Sommerfeld, 1804
- Lucia Sommerfeld, 1828, Tochter, mit Ehemann Dackowski
- Michael Kumm, 1835, auch Besitzer vom VI. Hof, legte beide Grundstücke zusammen

- Gemeinde Oliva, seit 1920

## Geographie
Der Bezirk liegt am Rande des Lasy Oliwskie (Olivaer Wald) und wird von niedrigen Wohnblöcken und Einfamilienhäusern geprägt.

## Gebäude und Sehenswürdigkeiten
- V Dwór (Anielski Dwór, 5. Hof, englischer Hof) Bauwerk des 18. und 19. Jahrhunderts, Parkanlage – die noch aufwändigeren Höfe 1–4 befinden sich auf dem Gebiet des Bezirks Oliwa
- Kirche św. Stanisława Kostki, Bau der 1980er Jahre
- Danziger Moschee, 1984–1990 erbaut, die einzige Moschee Polens, die über ein Minarett verfügt
- 7 Szpital Marynarki Wojennej (7. Hospital der Marine). Ein Klinkerbau wurde 1931 als Waldsanatorium von Fritz Höger entworfen. Die weiteren Bauten stammen aus der Zeit des sozialistischen Realismus der Nachkriegszeit.[4]
- Dolina Samborowo (Henriettental), Teil des Landschaftsparks der Dreistadt.

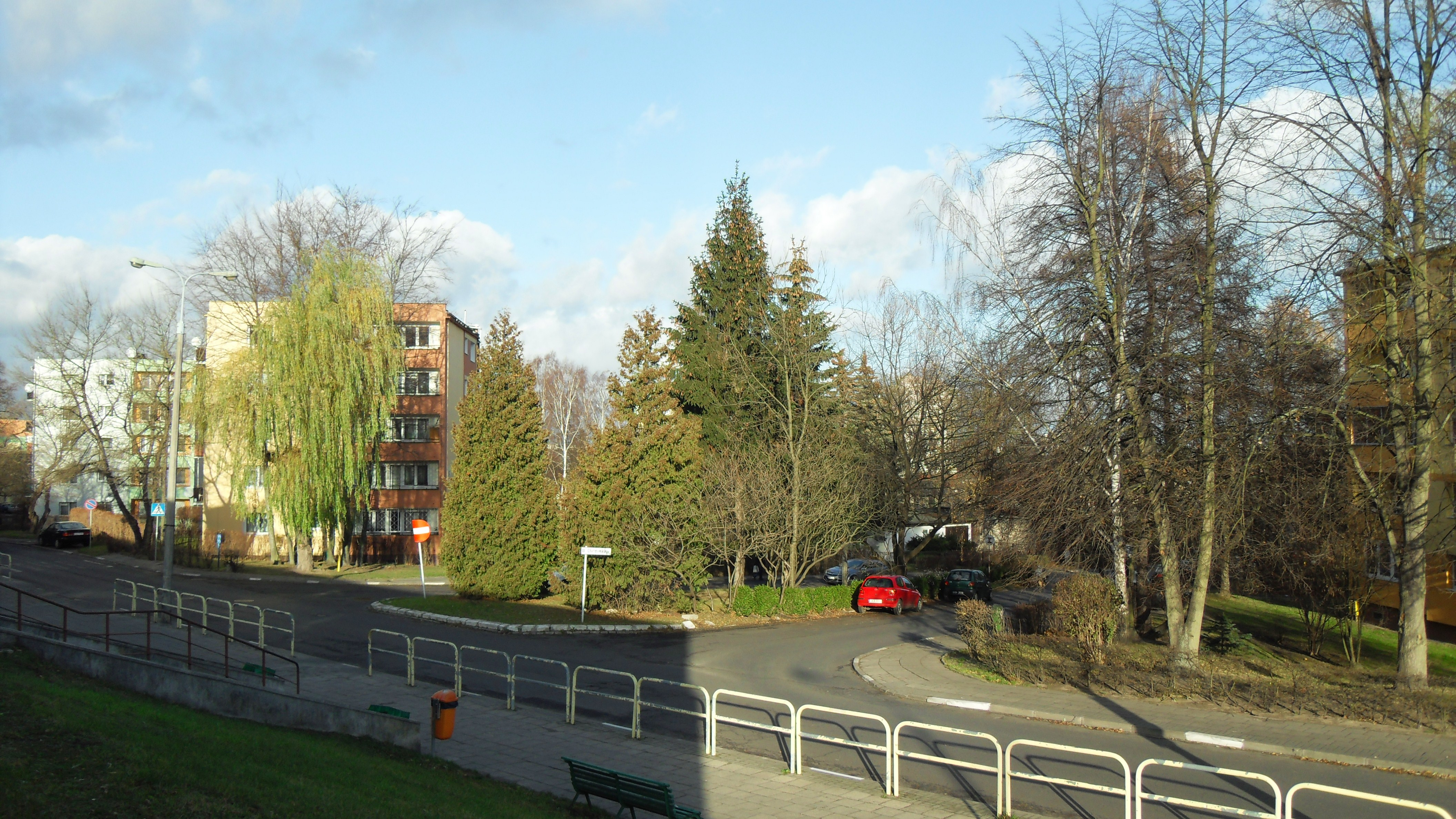
VII Dwór, Wohngebiet